# Премії екологічних медіа
Нагорода Премії екологічних медіа присуджується Асоціацією екологічних медіа з 1991 року за найкращий телевізійний епізод або фільм з екологічним посилом.
Екологічна асоціація медіа (EMA) — неприбуткова організація, створена в 1989 році, яка стверджує, що «за допомогою телебачення, кіно та музики розважальна спільнота має силу впливати на екологічну свідомість мільйонів людей».

## Примітні моменти
Найперша нагорода EMA Awards відбулася в 1991 році, на якій Дайан Сойєр була ведучою, а Роберт Редфорд був основним доповідачем.
27-а щорічна церемонія вручення премій EMA відбулася в 2017 році під керівництвом Джейдена Сміта в ангарі Баркера в аеропорту Санта-Моніки.
У 2019 році відбулася 29-та щорічна церемонія вручення премії EMA, організована Карруче Тран, а «Острів собак» Веса Андерсона отримав нагороду за найкращий повнометражний фільм.
У відповідь на пандемію COVID-19 церемонія нагородження 30-ї Асоціації екологічних медіа у 2020 році відбулася «практично» в прямому ефірі.
У 2021 році відбулося повернення до більш традиційної події нагородження після того, як минулорічна пандемія спричинила віртуальну подію, ведучим якої був Джефф Голдблюм. На цій церемонії Ед Беглі-молодший отримав нагороду за життєві досягнення, частково як визнання його екологічної активності.

## Зовнішні посилання
- Домашня сторінка EMA Awards